# Jairo Alonso Vargas
Jairo Alonso Vargas Prieto (Bucaramanga, Santander, 31 de enero de 1945 - Bogotá, 31 de mayo de 2019) fue un periodista de la asociación colombiana de locutores, locutor, presentador de televisión colombiano. Fue unos de los primeros presentadores del Concurso Nacional de Belleza entre 1980 y 1992.

## Biografía
Se interesó por hacer periodismo en la radiodifusión y en 1969 entró al programa Buenos días viejo sol en la cadena Radio Tequendama, con contenido caracterizado por presentar segmentos a la juventud y niñez. Se incorporó a RCN Radio, donde fue la voz comercial y dirigió noticias. Incursió en la televisión como voz de Teletigre y más tarde en RCN Televisión, cuando este era programadora. Asimismo dirigió el programa Noches de conciertos. Entre 1980 y 1992 animó el Concurso Nacional de Belleza con Gloria Valencia de Castaño, Fernando González Pacheco y Pilar Castaño.
Fue la voz oficial de Jorge Barón Televisión desde 1992 hasta el 30 de abril de 2017 fecha en la que desaparece como programadora y que también, fue la voz oficial del noticiero Telepaís, dirigido por Jorge Barón presentando la sección de noticias.
Tras unos años de retiro en los medios, reapareció en 2004 hasta 2017. 
En 2017 fue hospitalizado tras contraer una bacteria después de una intervención quirúrgica. El 31 de mayo de 2019 falleció a consecuencia del cáncer en la médula espinal en una clínica de Bogotá.